# بيتسبرج بايرتس
بيتسبرج بايرتس هو فريق كرة قاعدة أمريكي أٌسس عام 1887. يلعب الفريق في الدوري الوطني.